# Compañía Saudi Investment
La Compañía Saudi Investment (SICO), tiene su sede en Ginebra, Suiza y fundada el 19 de mayo de 1980, representado alrededor del mundo los intereses del Grupo Saudi Binladin.   

## Compañía Saudi Investment
Compañía Saudi Investment forma parte del grupo internacional financiero con sus oficinas en Londres y Curaçao. La Oficinas en abiertas desde 1984, manejadas por el socio del Grupo Bin Laden, La Corporación American Daniels Realty (Duspic), formando parte del conglomerado de empresas. Siendo esta una de las más influyentes del grupo Bin Ladens manejando contratos multimillonarios con empresas constructoras en Kuwait.

## Personal
El presidente es Yeslam bin Laden, a medio hermano del famosos terrorista Osama bin Laden. Dentro de los miembros del directorio están Beatrice Dufour (y cuñado de Yeslam), abogado Baudoin Dunant, Charles Rochat, y Tilouine el Hanafi.